# UmverkehR
umverkehR (französisch actif-trafiC, italienisch Straffico) ist eine parteipolitisch unabhängige, verkehrspolitische Umweltschutzorganisation in der Schweiz und ist Mitglied der Klima-Allianz Schweiz. umverkehR setzt sich seit 1992 für eine zukunftsfähige Mobilität ein. Am Ursprung von umverkehR stand die Vision, den motorisierten Individualverkehr zu halbieren. Das Hauptanliegen von umverkehR bleibt weiterhin, dass der Verkehr vermindert, umweltfreundlicher und platzsparender wird.

## Verkehrshalbierungs-Initiative
Vor dem Hintergrund des wachsenden motorisierten Individualverkehrs (ungefähr eine Versechsfachung zwischen 1950 und 2000) entstand die Idee, eine Halbierung dieses Verkehrs in der Bundesverfassung zu verankern. Zu diesem Zweck wurde 1992 der Verein umverkehR gegründet. 1994 wurde die Eidgenössische Volksinitiative «für die Halbierung des motorisierten Strassenverkehrs zur Erhaltung und Verbesserung von Lebensräumen (Verkehrshalbierungs-Initiative)» lanciert und am 20. März 1996 mit 108’857 gültigen Unterschriften eingereicht. Der Initiativtext verlangte eine Halbierung des motorisierten Strassenverkehrs innerhalb von zehn Jahren ab der Annahme der Initiative. Über die zur Erreichung dieses Ziels einzusetzenden Mittel machte die Initiative keine Vorgaben.
Die Initiative wurde hauptsächlich von linksgrünen Kreisen, aber auch von einzelnen Freisinnigen wie Christa Markwalder unterstützt. Bundesrat und Parlament lehnten die Initiative ab. Bei der Volksabstimmung am 12. März 2000 wurde sie mit 415’605 zu 1’532’518 Stimmen (Ja-Stimmen-Anteil 21,3 %, Nein-Stimmen-Anteil 78,7 %) und in allen Ständen abgelehnt.

## Weitere Projekte

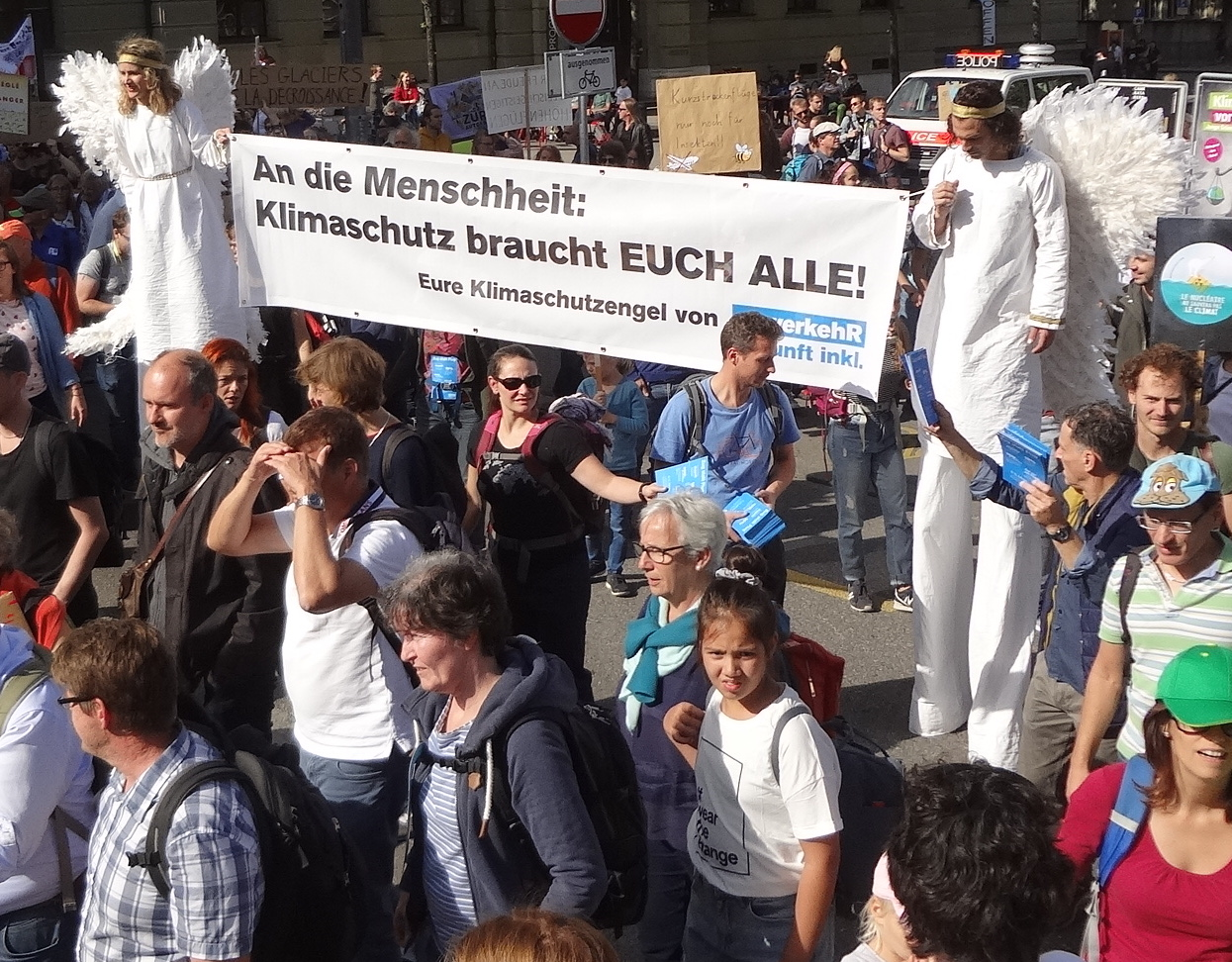
UmverkehR an Demonstration für das Klima (2019)

Nach der Volksabstimmung engagierte sich der Verein in verschiedenen Kampagnen und Projekten für eine «ökologische, sozialverträgliche und zukunftsweisende Mobilität», so etwa gegen die Avanti-Vorlage oder für eine Stadtbahn Luzern.
- 2008 wurden in den Städten Basel, Genf, Luzern, St. Gallen, Winterthur und Zürich die sogenannten Städte-Initiativen lanciert und eingereicht, die eine Begrenzung der Strassenkapazität und die Förderung des öffentlichen Verkehrs zum Ziel haben. Die Städte-Initiative war ein Erfolg. Dreimal wurde die Initiative (St. Gallen, Genf und Zürich) und dreimal der Gegenvorschlag (Basel, Luzern, Winterthur) angenommen.
- Die Kampagne «Platz da!» soll ein Bewusstsein für den flächeneffizienten Verkehr in den Städten gefördert werden. Im Rahmen der Kampagne wird der «PARK(ing) Day» durchgeführt.
- Aufgrund des drohenden Abbaus diverser Nachtzugverbindungen wurde Ende 2014 die Kampagne «Rettet den Nachtzug» lanciert. Aufgrund der Konkurrenz durch die Billig-Flug-Industrie wurde die Kampagne 2018 umgewandelt in «Zug statt Flug». Der Zug, insbesondere der Nachtzug, soll als klimafreundliche Alternative gegenüber dem Flugzeug wieder konkurrenzfähig werden.
- Als Nachfolge des Fussverkehrstests im Jahre 2016 wurde 2019 das Projekt GEHsund – Städtevergleich Fussverkehr lanciert. Gemeinsam mit Fussverkehr Schweiz und der Hochschule Rapperswil wird die Fussgängerfreundlichkeit diverser Schweizer Städte erfasst und verglichen.
- In mehreren Städten wurden so genannte Stadtklima-Initiativen eingereicht. Sie sollen einerseits die Stadtbevölkerung vor den negativen Auswirkungen der Klimaveränderung schützen und andererseits den klimafreundlichen, flächeneffizienten Verkehr fördern.